# Том Сойер
Том Сойер е главният герой в романа на Марк Твен „Приключенията на Том Сойер“. Той се появява и в други книги като например „Приключенията на Хъкълбери Фин“ и „Том Сойер детектив“.
Том е литературен герой, момче на около 12 години, което живее в несъществуващ в действителност град в щата Мисури. Неговият най-добър приятел е Хъкълбери Фин, бездомно момче на неговата възраст, с когото му е забранено да дружи. Действието се развива през 1845 година.
Няма единно мнение по въпроса кой е послужил за прототип на героя, макар Твен да твърди, че това е сумарен образ на три момчета от неговото детство. Самото име Том Сойер може би е взето от реално съществувал човек, с който Марк Твен се запознава в Сан Франциско